# Sky Inside
Sky Inside è stato il canale che offriva informazione e approfondimento sulla programmazione dei canali che compongono il bouquet Sky visibile alla numerazione 300. Nato nel marzo del 2007, andava a sostituire SKY On Air.
La conduttrice di questo canale è stata Gioia Marzocchi, eletta Pantene Protagonist nel 2003 e ex VJ del programma VJ & Friends andato in onda su Magic TV. Da gennaio 2011 era presente anche Fabio Mastrapasqua che illustrava tutte le informazioni e le novità così come tutte le curiosità della piattaforma Sky. Il canale si mostrava più interattivo rispetto al suo predecessore. Infatti Sky Inside andava in onda all'interno di un vero e proprio studio, dove erano presenti tre ospiti diversi ogni mese come personaggi dello spettacolo o giornalisti sportivi.
Il 13 dicembre 2013 Sky Inside (canale 600) viene chiuso e sostituito da Mosaico Bambini, a sua volta chiuso il 1º settembre 2020.
Nel luglio 2014 la conduttrice annuncia la fine del canale e l'abbandono da Sky; dallo stesso mese vengono trasmessi trailer e interviste dei film in onda in prima visione su Sky Cinema.
Sky Inside chiude definitivamente il 30 novembre 2014 al canale 300 e viene sostituito da Mosaico Cinema, a sua volta chiuso il 18 marzo 2019.

## Loghi
| Logo usato dal marzo 2007 al 27 giugno 2010 | Logo utilizzato dal 28 giugno 2010 al 30 giugno 2014 |
| ------------------------------------------- | ---------------------------------------------------- |